# 香林寺 (登米市)
香林寺（こうりんじ）は、宮城県登米市豊里町杢沢にある仏教寺院である。

## 概要
旧北上川を前にした丘陵地の谷間に位置し、JR気仙沼線の御岳堂駅から徒歩5分程の所にある。
寺伝によれば、香林寺は葛西氏の支族、月輪六郎、七郎兄弟の菩提を弔うために1584年（天正12年）に建立された。元来当寺は、天台宗としての開宗寺院であったと言い伝えられており、本尊も阿弥陀如来だが、その後、曹洞宗に改宗した。 境内は傾斜地で、古木や植栽も見事である。

敷地内は、秋になると紅葉とイチョウの景色が素晴らしい景観を見せる。

## 文化財

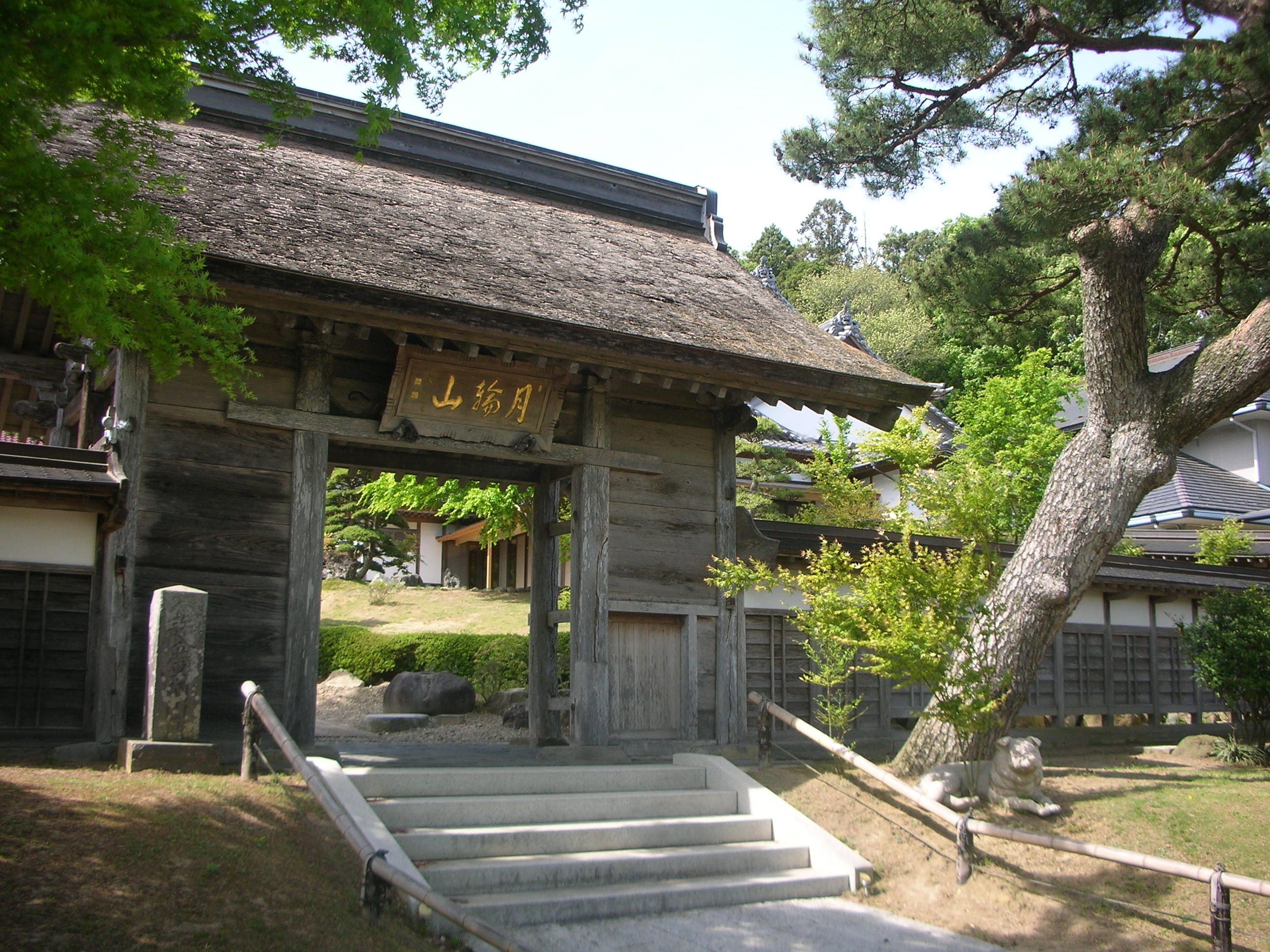
香林寺 山門

### 山門
香林寺山門は、1540年（天文9年）室町時代の後期に月輪館の東門として建築されたものを、香林寺開山時に移築した。宮城県では珍しい室町時代末期頃の様式的手法を遺す遺構であり、1972年（昭和47年）10月11日に宮城県の有形文化財に指定された建造物である。
宮城県内最古の山門で、木造建築物としても、角田市の高蔵寺阿弥陀堂に次いで県内で2番目に古い。1990年（平成2年）11月に全面解体修理を受けた。

「二つ柏の紋」は束ねとして建造当初より組み込まれており、宗家の葛西氏は三つ柏の家紋を、初代清重依頼用いて来たものと言われている。とすれば、この山門は葛西氏支族との関連を示す、現在唯一の物的証拠といえよう（東北大学名誉教授 佐藤巧）。なお、香林寺と月輪兄弟についての論文等は、『奥州三迫合戦記』｛軍記物語｝（和光大学人文科学研究紀要第23号）〈1988年〉に記載されている。

## 所在地
- 〒987-0356 宮城県登米市豊里町杢沢87

## アクセス
- JR東日本 気仙沼線 御岳堂駅から徒歩5～10分
- 三陸沿岸道路 桃生津山ICから北上川河川歴史公園経由で車で10分

## 近隣の史跡
- 赤生津館跡
- 長根浦貝塚